# 교황 레오 3세
교황 레오 3세(라틴어: Leo PP. III, 이탈리아어: Papa Leone III)는 제96대 교황(재위: 795년 12월 26일 ~ 816년 6월 12일)이다.

## 생애
레오는 로마인으로서 아티우피우스와 엘리사벳의 아들로 태어났다. 교황으로 선출되었을 당시 그는 산타 수산나 성당의 사제급 추기경이자 교황의 금고 또는 의복을 관리하는 행정관들의 수장이었다. 795년 12월 26일 교황 하드리아노 1세가 선종하여 매장된 다음날인 12월 27일에 레오 3세가 새 교황으로 선출되었다. 교황 선출이 이렇게 신속하게 진행된 이유에 대해서는 프랑크 왕국으로부터 있을 간섭을 사전에 차단하고자 한 의도였을 가능성이 매우 높다. 레오 3세는 카롤루스에게 자신이 만장일치로 새 교황에 선출되었음을 알리는 동시에 외교 사절의 파견을 요청하는 서한을 작성하여 보냈다. 그는 죽을 때까지 프랑크 국왕을 성좌의 보호자로서 매우 중요시하였다.
프랑크 국왕 카롤루스는 그에 대한 답례로 교황 선출을 축하한다는 내용을 담은 서한과 함께 아바르족으로부터 탈취한 보물 대부분을 선물로 주었다. 카롤루스로부터 받은 재산들을 통해 레오 3세는 로마의 여러 성당을 후원하거나 자선 활동을 활발하게 할 수 있었다. 한편 카롤루스가 레오 3세에게 보낸 축하 서한의 내용은 매우 공손하고 심지어 정감이 넘쳤다. 또한 세속 권력과 영적 권력의 조화에 대한 그의 사상도 엿볼 수가 있다. 카롤루스는 서한을 통해 레오 3세에게 그가 교황으로서 수행해야 할 중대한 종교적 의무들을 상기시키기까지 하였다. 카롤루스는 서한을 통해 자신의 왕국과 군대의 승리를 기원하는 것이 교회와 교황의 역할이며, 따라서 그러한 교회와 교황을 보호하는 것은 자신의 역할이라고 밝혔다.
당대에 로마 귀족들은 귀족가문출신이 교황직을 수행해야 한다고 생각했다. 그래서 귀족가문출신이 아니며 비주류에 속했던 레오 3세에 대해 거부감과 반발이 심했다. 그 결과 귀족가문출신이였던 전임 교황 하드리아노 1세의 친척들이 주동하여 교황 레오 3세(795-816)에 대한 테러를 계획하였다. 799년 4월 25일 레오 3세는 라테나노에서 베드로 성당으로 가는 도중에 무장 괴한들에게 테러를 당했다. 테러범들은 레오 3세를 땅바닥에 내동댕이친후 교황의 혀와 눈을 뽑으려고 시도했으며, 이로 인해 교황은 크게 다치고 의식을 잃었다. 다행스럽게도 카롤루스의 사절과 함께 달려온 군인들에 의해 구출되었다. 스폴레토 공작은 교황을 보호하였으며, 나중에 그를 파더보른으로 피신시켰다. 당시 파더보른은 카롤루스의 진영이였기 때문에 교황의 안전을 보장할 수가 있었다.
한편 레오 3세의 적들은 그를 간통과 위증 죄로 고발하였다. 카롤루스는 그들에게 파더보른에 올 것을 지시하였지만, 해결의 기미가 보이지 않았다. 레오 3세가 로마로 귀환할 때, 카롤루스는 군사들을 같이 보내 레오 3세를 호위하게 하였다. 800년, 카롤루스는 로마로 가서 그해 12월 1일에 양측 대표자를 모두 참석하는 교회회의를 소집하도록 하였다. 교회회의에서 레오 3세는 자신의 입장을 적극 변호하며 결백을 증명하였으며, 12월 23일 공적으로 무죄 판결을 받았다. 그리고 레오 3세를 고발했던 반대파는 모두 로마에서 추방되어 귀양을 갔다.

## 카롤루스 대제의 대관식

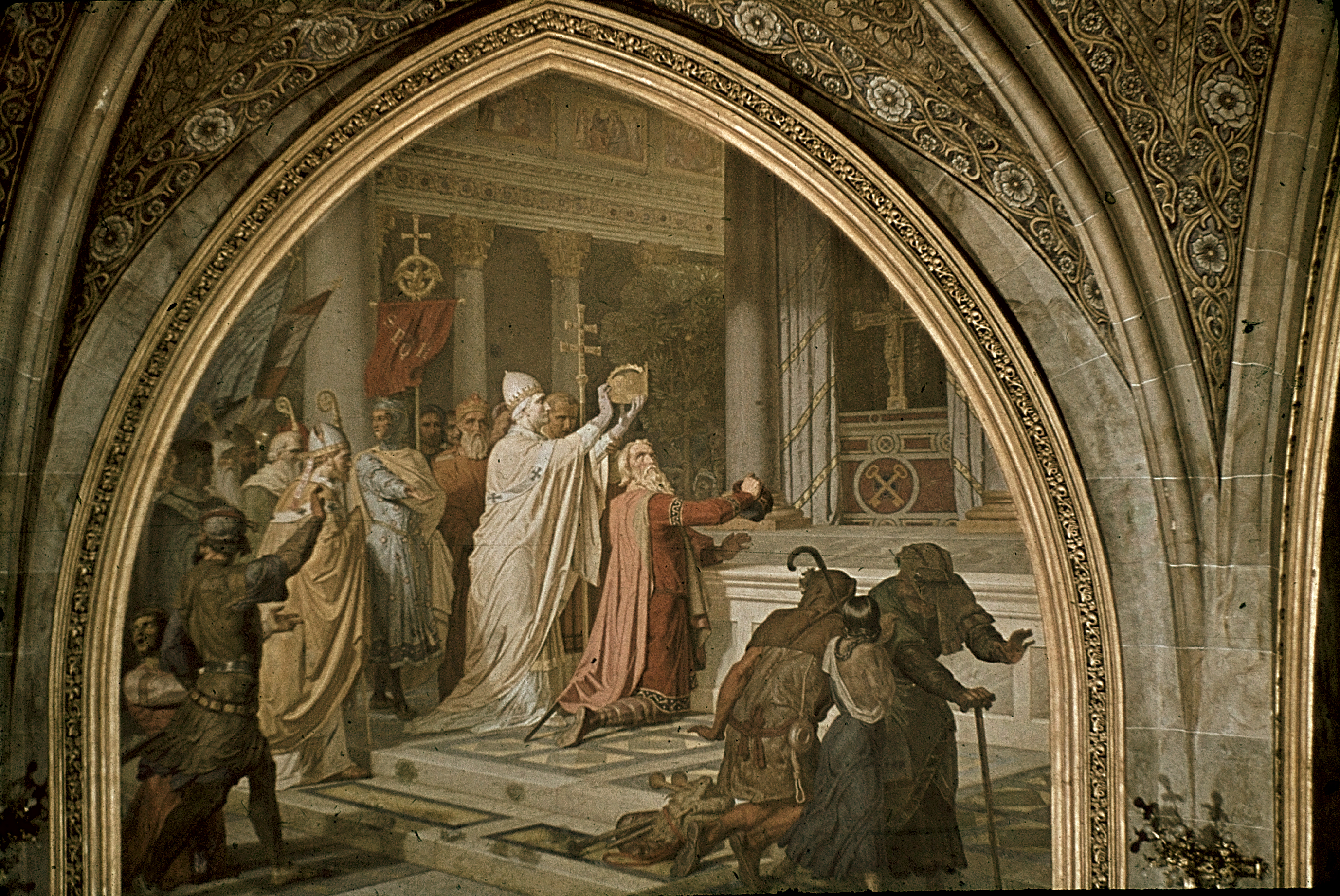
카롤루스에게 황제관을 씌워주는 레오 3세

800년 12월 25일 레오 3세는 성 베드로 대성전에서 예수 성탄 대축일 미사를 집전하던 도중에 무릎을 꿇은 카롤루스에게 왕관을 씌워 주며 그를 신성 로마 제국의 로마 황제로 선언하였다. 카롤루스의 전기 작가인 아인하르트에 의하면(Vita Caroli 28), 카롤루스 본인은 사전에 무슨 일이 일어날지 전혀 모르고 있었으며, 만약 알았더라면 황제의 관을 받아들이지 않았을 것이라고 주장하였다. 그러나 한편으로는 당시 시대 상황이 동로마 제국의 콘스탄티노폴리스 정부가 불안정한 상태였던 반면에, 프랑크 왕국(카롤링거 왕조)은 굉장히 정치상황이 안정되어 있고 강력한 국력을 갖고 있었던 점을 충분히 고려한 뒤에 카롤링거의 황제 대관식이 계획되었을 것이라는 주장도 있다. 카롤루스의 황제 대관식은 명백하게 동로마 제국을 상대로 도발 행위를 한 것이었다. 왜냐하면 콘스탄티노폴리스는 여전히 로마의 정당한 수호자로 여겨졌는데, 이제 카롤루스가 동로마 제국의 황제와 동일한 권위를 가지게 되었기 때문이다. 하지만 당시 동로마 제국의 여황제였던 이리니는 유스티니아누스 1세 이래 즉위한 역대 전임 황제들과 마찬가지로 로마를 외부 세력으로부터 보호하기에는 너무 미약하였다.

### 의미
800년 주님 성탄 대축일에 로마의 성 베드로 대성전에서 일어난 카롤루스의 황제 대관식 사건은 중세 유럽의 역사에서 가장 중요한 사건 가운데 하나로 기억되고 있다. 바로 이 사건을 통해 카롤루스는 유럽의 아버지가 불리게 되었기 때문이다. 카롤루스 대제는 요크의 앨퀸 등 전국에서 내노라 하는 지식인들을 자신의 궁중에 초빙하였다. 그리고 수도자들과 필경자들이 고대 기독교 문헌들을 필사하거나 보존하는 것 등을 전폭적으로 지원하였다. 카롤루스 대제 시대에는 또한 수도원이나 주교좌 성당에 부속 학교가 설립되었는데, 이들 학교는 훗날 유럽의 내노라 하는 명문 대학의 전신이 되는 학교들이었다. 이들 학교에서 성경 주석과 음악 논문 및 역사서, 시, 성음악 등이 무수히 만들어졌다. 카롤루스 대제 시대에는 건축(아헨 대성당과 잉겔하임 대성당 등)과 기술(쇠 말편자와 말 안장에 딸린 마구 등), 농사(삼중 윤작 농법 등) 등에 있어서 비약적인 발전이 이루어졌다. 이처럼 현명하고 힘 있는 군주였던 카롤루스 대제의 지도 아래 일명 카롤링거 르네상스라고 알려진 일대 문예 부흥이 일어나게 되었다. 카롤루스 대제는 살아 생전에 유럽 대륙 대부분을 정치적으로 통합하는 것을 보지 못하고 눈을 감았지만, 유럽의 문화를 하나로 통일하는 것을 달성하였다.
레오 3세가 카롤루스의 황제 대관식을 주재한 이유에 대해서는 프랑크 궁정이 사전에 개입되었는지 여부와 동로마 제국과의 관계 등 모든 문제가 역사학자들 사이에서 첨예한 논쟁이 벌어지고 있다. 어쨌든 카롤루스의 황제 대관식을 통하여 교황의 권위는 더욱 강화되었고 기독교와 프랑크 왕국의 제휴는 더욱더 밀착되어 기독교는 동로마 제국에 더 이상 의존하지 않게 되었다. 따라서 이 대관식은 중세 유럽의 역사에서 가장 의미 있는 사건으로 본다.
레오 3세는 노섬브리아의 에드울프 왕의 복위를 지원하였으며, 요크 대주교와 캔터베리 대주교 간의 각종 분쟁을 중재하여 해결하였다. 또한 그는 리치필드의 주교 하이버트에게 팔리움을 수여하는 것과 관련해서 전임 교황 하드리아노 1세의 결정을 뒤집어 버렸다. 그는 잉글랜드 주교단이 하드리아노 1세에게 잘못된 정보를 전달하였다고 보고, 전임자의 결정을 무효로 선언한 것이다. 803년 리치필드에 정식으로 교구가 설정되었다.
레오 3세는 809년에 소집된 아헨 공의회의 결의를 승인해달라는 요청을 받았을 때, 결의문에 담긴 니케아-콘스탄티노폴리스 신경에 필리오케(Filioque; 성자로부터)를 첨부하는 것을 금하였다. 그는 필리오케가 교리적 측면에서는 문제가 없다고 보았으나, 반대측과의 마찰을 피하기 위하여 입장을 보류하기로 한 것이다. 그리하여 그는 필리오케가 없는 형태의 니케아 신경을 성 베드로 대성전에 있는 은제 테이블에 새겨넣도록 하였다. 그리고 신경 끝에 레오 3세는 다음과 같은 글귀를 추가로 새겨넣도록 지시하였다. “Haec Leo posui amore et cautela orthodoxae fidei.”(나 레오는 정통 신앙에 대한 사랑과 보호를 위해 위와 같은 글을 새겨놓는다.)
한편 기독교 역사상 교황령의 유능한 통치자였던 레오 3세는 로마 시내를 아름답게 장식하였다.

## 죽음
레오 3세는 사후 성 베드로 대성전에 마련된 개인 무덤에 안장되었으나, 몇 년이 지난 후에 그와 같은 이름을 가진 레오 1세, 레오 2세, 레오 4세 세 교황과 합장되었다. 하지만 18세기에 이르러 레오 1세의 유해가 단독으로 그의 이름을 딴 경당으로 이장되었다.
레오 3세는 1673년 교황 클레멘스 10세에 의하여 성인으로 시성되어, 《로마 순교록》에 이름이 등재되었다. 축일은 6월 12일이다.

## 같이 보기
- 교황 목록
- 콘스탄티누스의 기증